# Dichaetomyia immaculiventris
Dichaetomyia immaculiventris este o specie de muște din genul Dichaetomyia, familia Muscidae, descrisă de Malloch în anul 1930. Conform Catalogue of Life specia Dichaetomyia immaculiventris nu are subspecii cunoscute.